# Arte neolítico
El arte neolítico ('arte en la nueva Edad de Piedra') —por contraposición al Paleolítico ('antigua Edad de Piedra')— que se produjo en uno de los períodos en que se considera dividida la Edad de Piedra.

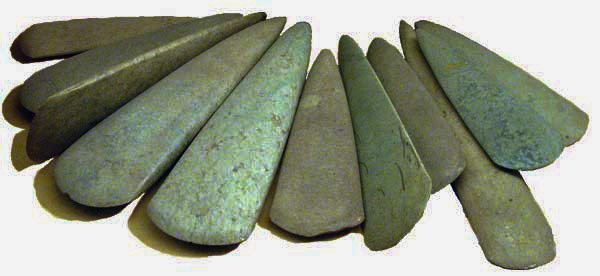
Herramientas de piedra pulimentada.

El término neolítico fue acuñado por John Lubbock en su obra de 1865 que lleva por título Prehistoric Times. La palabra proviene del griego νέος, néos: ‘nuevo’; λίθος, líthos: ‘piedra’. Inicialmente se le dio este nombre en razón de los hallazgos de herramientas de piedra pulimentada que parecían acompañar al desarrollo y expansión de la agricultura. Hoy día se define el Neolítico precisamente en razón del conocimiento e uso de la agricultura o de la ganadería. Normalmente, pero no necesariamente. 

## Características
El estilo del neolítico, abierto a las sensaciones y a la experiencia, se transforma en una intención artística geométricamente estilizada, cerrada a la riqueza de la realidad empírica. En lugar de las minuciosas representaciones fieles a la naturaleza, plenas de cariño y paciencia para los detalles del modelo correspondiente, encontramos por todas partes signos ideográficos, esquemáticos y convencionales, que indican más que reproducen el objeto. El arte neolítico tiende ahora a fijar la idea, el concepto, la sustancia de las cosas, es decir a crear símbolos en lugar de imágenes. 
(más específicamente en la Edad de los Metales), se conservan grandes monumentos megalíticos, entre ellos:
- Los menhires: monolitos verticales ocasionalmente antropomorfos , para marcar territorio.
- Los dolmenes: sepulturas construidas con dos o más piedras verticales cubiertas por una losa horizontal.
- Los crómlechs: conjuntos de menhires de forma circular , observatorios astronómicos vinculados al culto del sol. El más famoso se encuentra en Inglaterra (Stonehenge).

El cambio de estilo en el arte neolítico influyó en la forma en que se representaba la figura humana al interpretarla por medio de dos o tres simples formas geométricas, como una recta vertical para el tronco y dos semicírculos, vueltos el uno hacia arriba y el otro hacia abajo, para los brazos y las piernas. Los dibujos rupestres del Neolítico muestran esta avanzada abstracción, y los menhires, en los cuales se ha querido ver retratos abreviados de los muertos, también muestran esta misma tendencia hacia la abstracción.
En la península ibérica se desarrolló en este período un estilo de pintura rupestre en la zona levantina basado en la pintura de escenas de caza en rocas al aire libre, con representaciones esquemáticas de figuras humanas.

## La alfarería
Un descubrimiento de vital importancia para la vida del hombre, y que tuvo un desarrollo muy rápido, es la alfarería. Permitió la construcción de recipientes para almacenar y cocinar, facilitando enormemente la vida cotidiana, pues ya no se requería estar permanentemente en las cercanías del agua, o realizar a menudo largos recorridos para abastecerse, pues almacenaba el agua, y también granos, semillas, productos molidos, etcétera, en los recipientes de alfarería. Solo necesitaban desplazarse periódicamente para renovar el abastecimiento de la cantidad consumida desde el suministro anterior.
Antes se usaban calabazas vacías (que podían contener agua pero no podían exponerse al fuego) y cestos de mimbre (que no podían contener agua). Posteriormente estos recipientes de mimbre se impermeabilizaron con la arcilla seca al sol o cocida al fuego. Más tarde aprendieron a dar la forma a la arcilla con un esqueleto de mimbre muy simple y luego sin esqueleto. La forma era a menudo de calabaza y las dimensiones parecidas al cesto de mimbre.
Los cazadores usaban en raras ocasiones las piezas de arcilla (por ejemplo, no servían como carcaj por su fragilidad), prefiriendo las de mimbre o de tejidos. En cambio, a los ganaderos y agricultores les proporcionaba seguridad en el almacenamiento de agua y otros productos lo cual, junto con los medios de conservación de la carne, les hacía menos dependientes de la caza diaria.
En esta época se difunde el uso de las piezas de alfarería, cuya utilización en la península ibérica es segura, existiendo restos del Neolítico medio.
Aparecida la alfarería, el hombre intenta decorarla. Hay indicios de que las primeras decoraciones se hacían con cuerdas, utilizadas a menudo de refuerzo, pero después se introdujeron otras variantes: la acanaladura, el cordón (línea en relieve a modo de cuerda, ligeramente debajo del borde) y las asas de diversos tipos.
La cerámica de la época inicial (hacia el 4000 a. C.) es de la llamada «cardial», con incisiones de diversos tipos en la arcilla blanda pero ya moldeada, hechas con los dedos o con punzones o espátulas de hueso o piedra pulida. Recibe el nombre de cardial por estar producidas la mayoría de las incisiones con conchas del molusco Cardium edule, el berberecho. Las incisiones, a menudo combinadas, buscaban efectos simétricos.